# Rijksbeschermd gezicht 's-Gravenhage - Van Stolkpark/Scheveningse Bosjes
Gezicht 's-Gravenhage - Van Stolkpark/Scheveningse Bosjes is een van rijkswege beschermd stadsgezicht in de wijk Van Stolkpark en Scheveningse Bosjes in Den Haag in de Nederlandse provincie Zuid-Holland. De procedure voor aanwijzing werd gestart op 3 november 1994. Het gebied werd op 6 september 1996 definitief aangewezen. Het beschermd gezicht beslaat een oppervlakte van 121,5 hectare.
Panden die binnen een beschermd gezicht vallen krijgen niet automatisch de status van beschermd monument. Wel zal de gemeente het bestemmingsplan aanpassen om nieuwe ontwikkelingen in het gebied te reguleren. De gezichtsbescherming richt zich op de stedenbouwkundige en cultuurhistorische waardering van een gebied en wil het toekomstig functioneren daarvan veiligstellen.